# Золотой ключ (масонская ложа)
Золотой ключ — масонская ложа, учреждённая в октябре 1781 года в Перми и начавшая свою работу в июне 1783 года. Воссоздана в 2013 году. В настоящее время находится под юрисдикцией Великой ложи России под № 44.

## История ложи в XVIII веке
Согласно протоколам заседаний ложи «Золотой ключ» на установлении (учреждении) ложи 21 октября 1781 года, вскоре после торжественного открытия Пермского наместничества и губернских учреждений, а также губернского города Пермь, прошедшего 18 октября 1781 года, присутствовали братья санкт-петербургской ложи «Горус» (Ора), пермский губернский прокурор и директор народных училищ Иван Иванович Панаев, вице-адмирал и генерал-казначей Адмиралтейств-коллегии Иван Иванович Черкасов, мартинист и филантроп, заводчик Григорий Максимович Походяшин, заседатель Верхнего земского суда, обер-провиантмейстер Александр Яковлевич Павлуцкий. Также объявили себя членами ложи, но не присутствовали на её установлении братья ложи «Горус» (Ора) прокурор, позже действительный статский советник в 1820 году исполнявший обязанности губернатора Андрей Степанович Листовский и коллежский регистратор, а позднее губернский секретарь из Екатеринбурга Семен Алексеевич Исаков.
Из присутствующих в Перми братьями-основателями также стали мастер стула одной из лож Иван Павлович Борнеман, секретарь губернского приказа общественного призрения Христиан Осипович Шталмеер, заседатель Верхнего земского суда, секунд-майор Лев Иванович Черкасов, Франц Иванович Мигар, Семен Васильевич Яковлев и Карл Николаевич Бицов. В июне 1783 года на первых работах ложи к ней также присоединились брат ложи «Святого Александра», прокурор губернского магистрата Иван Данилович Шестаков, а также председатель пермского губернского магистрата Петр Иванович Блохин и сын екатеринбургского бургомистра, занимавший позже выборные должности при екатеринбургской думе, владелец пивоварен и мануфактур, купец Иван Иванович Дубровин.
Позже в ложу вступили судья пермского уездного суда Петр Антонович Бельвиц, прапорщик губернских штабных рот, а позже тобольский земский исправник (начальник полиции) Петр Алексеевич Бабановской и переводчик, дипломат и заседатель Верхнего земского суда, затем председатель губернского магистрата, советник гражданской палаты и губернского правления в Перми Иван Ульянович Ванслов, заседатель, затем прокурор Верхнего земского суда Иван Ашитков.
Ложа проработала всего 3 месяца и предположительно в связи с отъездом И. И. Панаева в Казань, приостановила свою работу в сентябре 1783 года. Все братья ложи были назначены в иные законные ложи в Российской Империи.

## Члены ложи

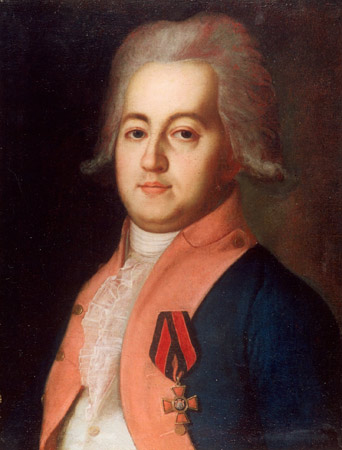
Иван Иванович Панаев

Первым досточтимым мастером ложи «Золотого ключа» стал Иван Иванович Панаев, член петербургской ложи «Горуса», пермский губернский прокурор. Являлся флигель-адъютантом генерал-аншефа, графа Брюса. Происхождением из Туринска, талантливый Панаев обучался в Петербурге, где сблизился с образованнейшими людьми того времени, как высшего, так и литературного круга. Товариществовал с автором гимна русских масонов «Коль славен наш Господь в Сионе» Михаилом Матвеевичем Херасковым.
Когда при открытии губерний по новому учреждению императрицы Екатерины II многие молодые люди, оставив военную службу, заняли разные губернские места сообразно своим чинам, их примеру последовал и Панаев. Был в Перми кроме прочего директором училищ, создал хорошую библиотеку, кабинет по натуральной истории (или минералогический кабинет), кабинет физических и математических инструментов и пособий. В оснащении училища книгами, в создании библиотеки и кабинетов самое непосредственное участие принимали учителя, администрация города и наместничества, служащие разных учреждений, заводовладельцы, жители Перми и Пермского наместничества и братья из Петербурга и Москвы. После Перми Панаев был и досточтимым мастером ложи «Восходящего солнца» в Казани.
Особого внимания заслуживает брат ложи Григорий Походяшин, сын известного в свое время миллионера-горнозаводчика и откупщика Максима Михайловича Походяшина. Служил в гвардии, но рано вышел в отставку. Принятый в масонскую ложу «Теоретический градус», он сделался почитателем мартинистов и особенно Николая Ивановича Новикова, к которому питал глубокое благоговение до конца жизни. Тронутый речью Новикова по поводу голода 1787 года, Походяшин, скрывая своё имя, передал ему более 300 000 рублей для покупки хлеба и даровой раздачи его беднейшим жителям Москвы и подмосковных сел.
Продав вскоре после этого казне свои Благодатские заводы, он вступил в товарищество «Типографской компании», основанной Новиковым, и, за отказом других компаньонов, принял все её расходы на себя, вместе с Новиковым, потеряв в течение двух лет около 300 000 рублей. Много потерял Походяшин и вследствие ареста Новикова, хотя и успел часть денег получить обратно по приказанию императора Александра I. Продолжая свои благотворительные предприятия и после 1792 года, Походяшин, бывший миллионер, умер в бедности. Ему принадлежит изданная в 1803 году «Роспись книгам дружеского ученого общества».
Ещё один брат ложи — Иван Ванслов, по рождению принадлежал к беспоместному смоленскому шляхетству. Учился в Киево-Могилянской академии, затем в Университетской гимназии, откуда в начале 1761 года вместе с частью труппы студенческого театра был переведён в Петербург. Здесь он преподавал «российский» и французский языки ученикам придворного театра и числился актёром при нем. В ноябре 1763 года Ванслов получил разрешение слушать лекции по французскому языку при Академической гимназии и обучаться рисованию в Академии художеств; в 1766—1768 обучался «российскому штилю» и переводам у А. П. Протасова.
20 марта 1768 из студентов был определен в Канцелярию строений, в 1769 перешел канцеляристом в Сенат, с 1770 по 1776 служил актуариусом и переводчиком в канцелярии президента Коллегии иностранных дел Н. И. Панина, причем в 1773 исполнял обязанности дипломатического курьера для поездок в Швецию, Данию и Гамбург. Литературная деятельность Ванслова относится к петербургскому периоду его жизни. Его первый перевод с французского — «Сатирический и нравоучительный разговор. Правда и ласкательство» — появился у М. М. Хераскова в «Полезном увеселении» (1762, ч. 5, февр.). В «Парнасском щепетильнике» (1770, июнь) он поместил переведенный с французского отрывок «Децемвиры управляли вместо императоров в Риме» — историю Виргинии и Аппия Клавдия. Среди нескольких статей за подписью «И. В.» в «Трудолюбивом муравье» В. Г. Рубана (1771) имеется перевод с немецкого. Однако сотрудничество Ванслова в этом журнале сомнительно, а переводы Ванслова с немецкого неизвестны. П. Н. Берков предполагал, что этот псевдоним принадлежит И. А. Вейдемейеру, позднее участнику «Старины и новизны» (1772). Ванслов принимал участие в работе собрания, старающегося о переводе иностранных книг (его интересовала «Энциклопедия» Дидро — Д’Аламбера). Переводы Ванслова печатались отдельными выпусками в 1770—1774 под общим заглавием «Статьи из Энциклопедии». С 1776 по 1782 Ванслов был консулом и поверенным в консульских делах в Энзели в Персии.

## Современная история ложи
Достопочтенная ложа «Золотой ключ» была воссоздана в сентябре 2013 года под юрисдикцией Великой ложи России.
Членами ложи являются масоны ВЛР из Пермского края, Кировской, Ростовской и Свердловской областей, а также Москвы.